# Lwando (rivière)
Pour les articles homonymes, voir Lwando.
La Lwando ou Luando est une rivière du centre de l’Angola et un affluent du fleuve Kwanza. Elle a sa source dans la municipalité de Moxico dans la province de Moxico et  traverse ensuite la municipalité de Cuemba dans la province de Bié. Elle sépare la municipalité de Luquembo des municipalités de Quirima, de Cambundi Catembo et de Cangandala dans la province de Malanje avant de se jeter dans le fleuve Kwanza.

## Affluents
- Kusike

## Sources
- (pt) Fundo Rodoviário, Ministério das Finanças, República de Angola, « Mapa Rodoviário de Bié » [PDF], sur O Portal do Agronegócio Angolano, 8 avril 2019 (consulté le 22 octobre 2020)
- (pt) Fundo Rodoviário, Ministério das Finanças, República de Angola, « Mapa Rodoviário de Malange » [PDF], sur O Portal do Agronegócio Angolano, 8 avril 2019 (consulté le 22 octobre 2020)
- (pt) Fundo Rodoviário, Ministério das Finanças, República de Angola, « Mapa Rodoviário de Moxico » [PDF], sur O Portal do Agronegócio Angolano, 8 avril 2019 (consulté le 22 octobre 2020)